# Surkhang
Surkhang (nepalski: सुर्खाङ) – gaun wikas samiti w zachodniej części Nepalu w strefie Dhawalagiri w dystrykcie Mustang. Według nepalskiego spisu powszechnego z 2001 roku liczył on 114 gospodarstw domowych i 515 mieszkańców (274 kobiet i 241 mężczyzn).